# De Dion-Bouton 10CV e 12CV
Le 10CV e 12CV erano due famiglie di autovetture di fascia medio-alta prodotte complessivamente tra il 1903 e il 1914 dalla Casa automobilistica francese De Dion-Bouton.

## Storia

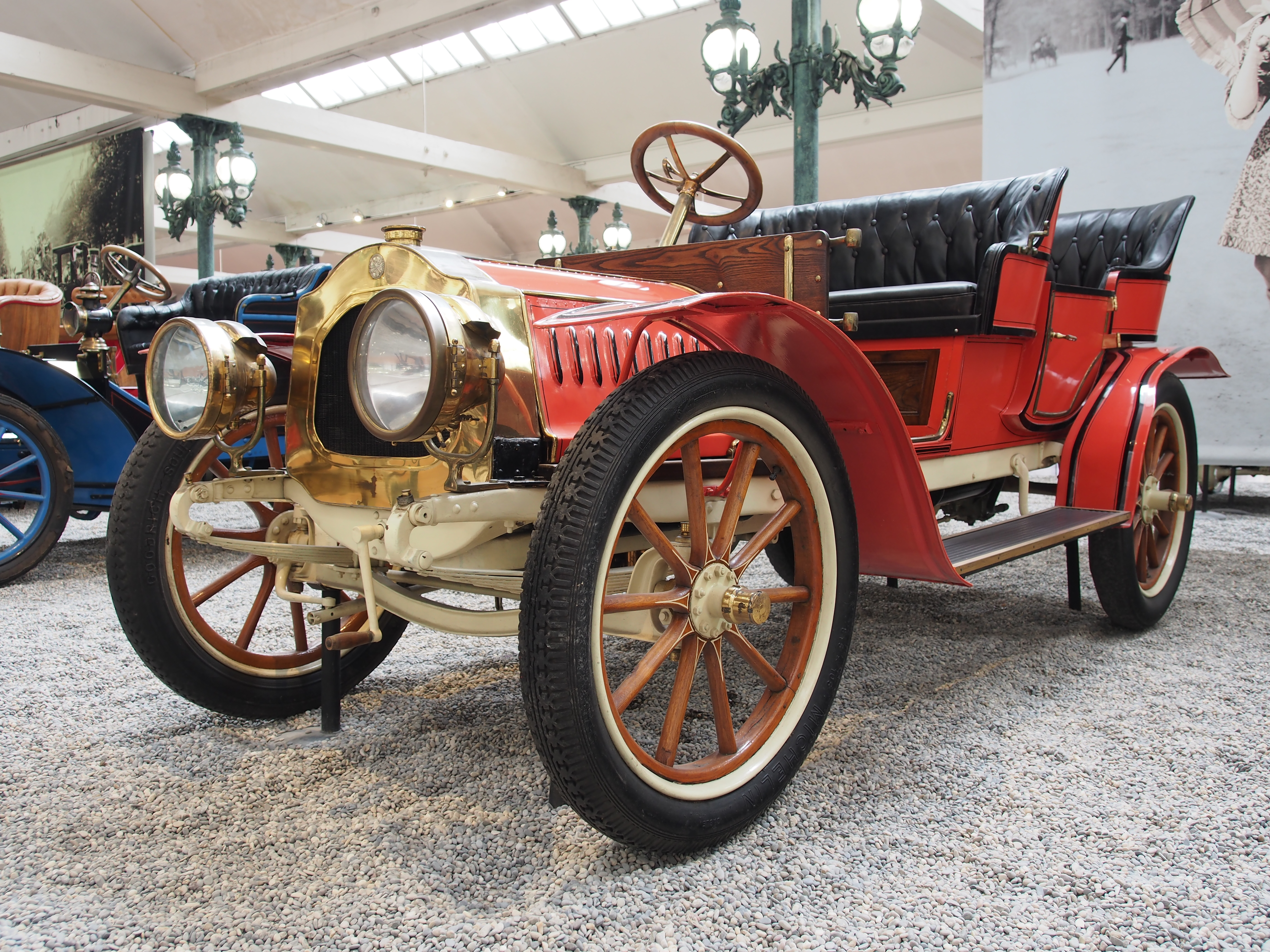
Una De Dion-Bouton Type AW

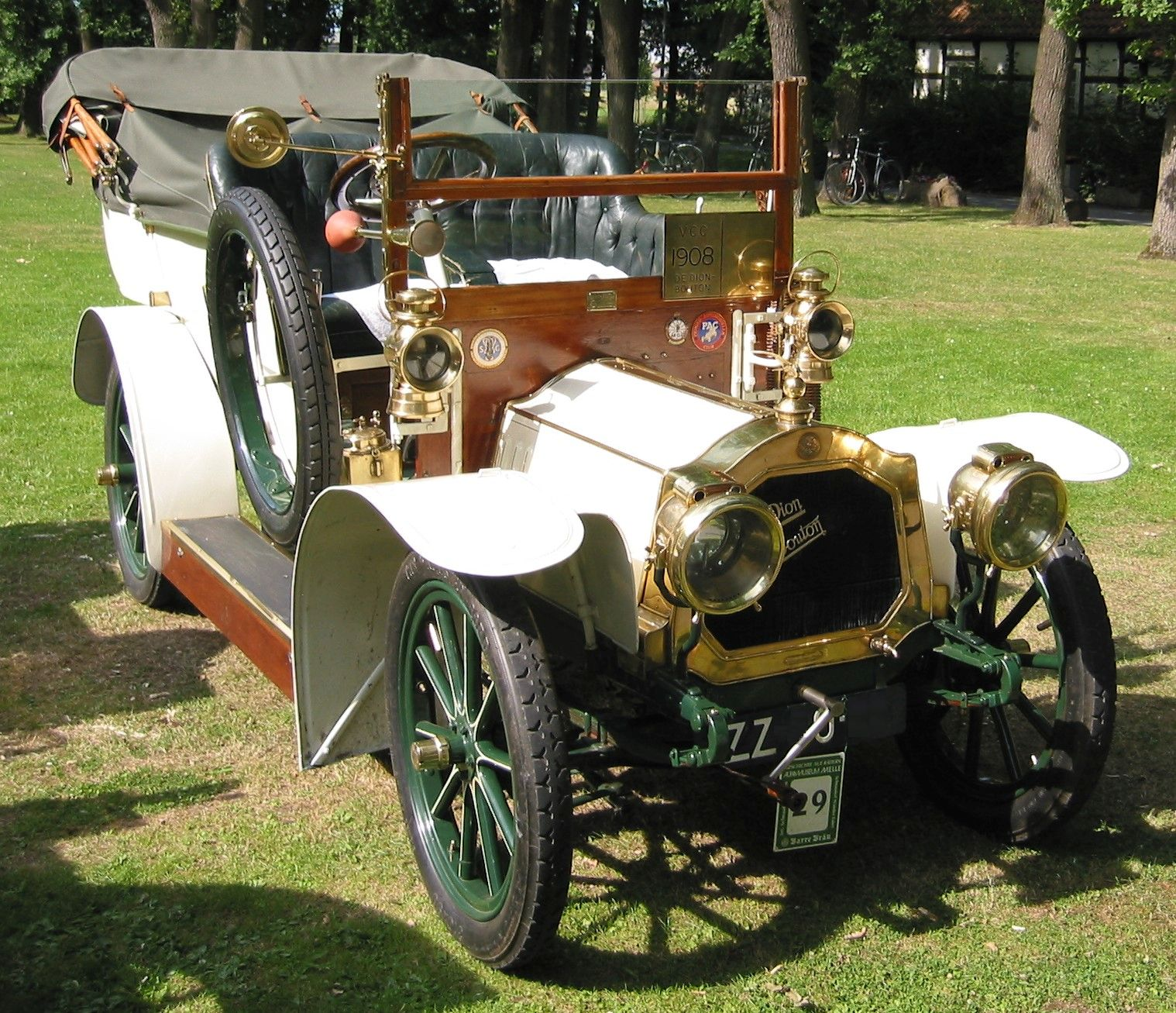
Una De Dion-Bouton Type BG

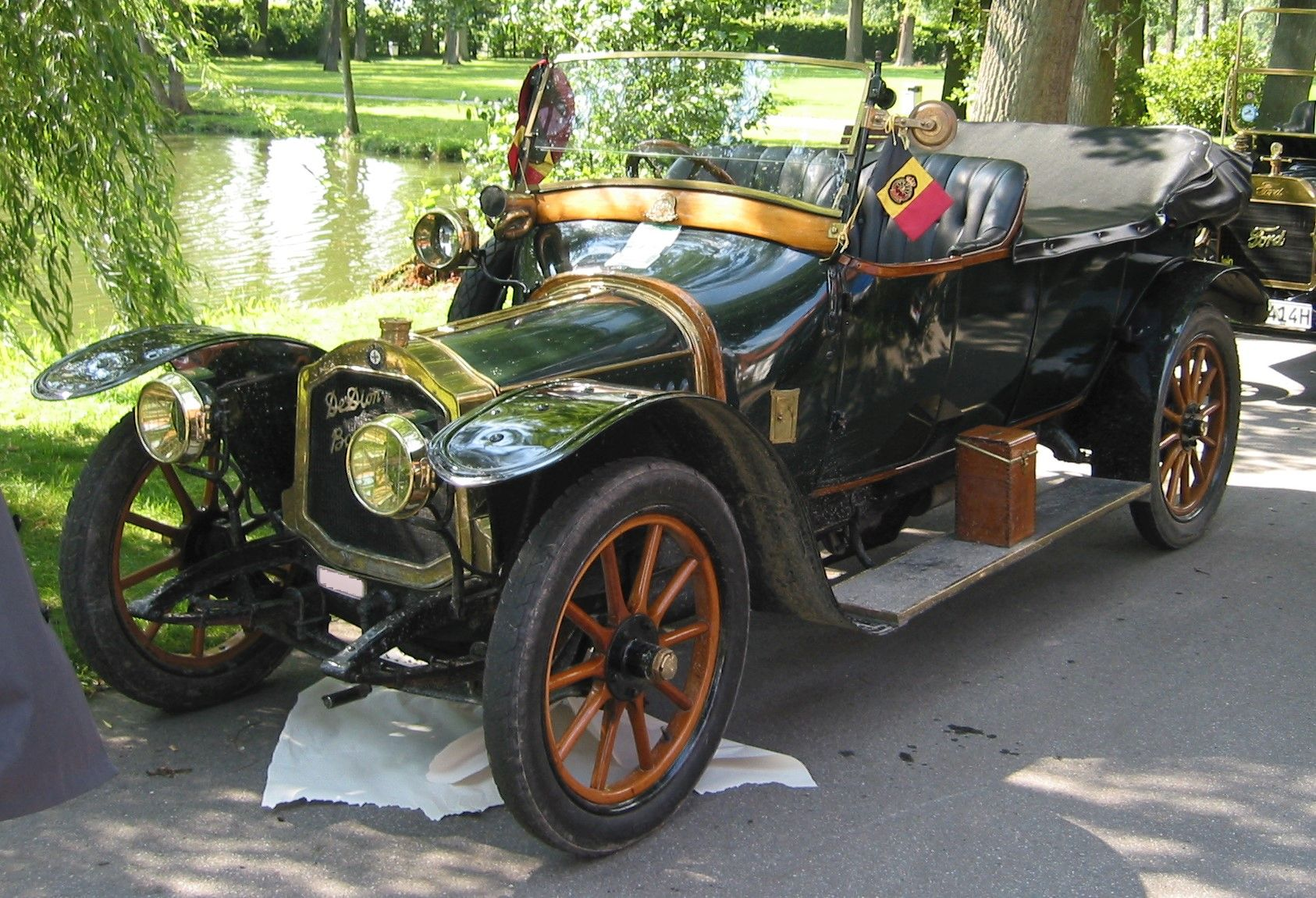
Una De Dion-Bouton Type DI

Queste due famiglie di autovetture furono introdotte dalla Casa di Puteaux quando ci si rese conto che l'economia della Casa non poteva più sorreggersi unicamente con le piccole vetturette equipaggiate da un monocilindrico.

Il successo che la Casa stava ottenendo era più che buono e via via la clientela mostrava di desiderare anche vetture di un altro tipo, più grandi e raffinate.

La prima vettura introdotta fu quindi la Type W, la cui commercializzazione cominciò nel 1903 e che apparteneva di fatto alla categoria delle 10CV: era equipaggiata da un motore a 2 cilindri da 1.4 litri di cilindrata e montava un cambio a 3 marce.

Alla fine del 1904 fu sostituita dalla Type AB, simile nella meccanica, la quale, un anno dopo fu offerta anche con carrozzeria di tipo "tonneau".

Nel frattempo si lavorava alla realizzazione di vetture di fascia leggermente superiore: la prima vettura facente parte di tale famiglia fu la Type AW, derivante direttamente dalla Type W, ma equipaggiata con un motore a 4 cilindri da 1767 cm³, quindi più grande e appartenente pertanto alla famiglia delle 12CV. Dello stesso anno fu anche la Type BH , dotata di meccanica analoga.

Per quattro anni non vi furono novità di rilievo, a parte l'introduzione nel 1909 del modello CL 10CV dotata di un motore a 4 cilindri in linea da 1368 cm³.

Si arrivò così al 1912, anno in cui la gamma della 10CV fu rinfrescata con l'arrivo della Type DH, che montava un 4 cilindri da 1641 cm³. Nello stesso anno, la famiglia delle 12CV fu altrettanto rinnovata grazie all'introduzione della Type DI.

L'anno seguente, la Type DH fu sostituita dalla Type DX, che però non portò niente di nuovo.

Con l'avvento della prima guerra mondiale, la produzione fu interrotta. 

Ufficialmente, il "grosso" della produzione De Dion-Bouton relativa a queste due famiglie di vetture terminò qui, anche se vi fu un tentativo di rispolverare questa fascia di mercato prima nel 1920, con il lancio di un modello con motore da 1847 cm³ e poi nel 1923, anno in cui venne commercializzata la Type IT, che però non incontrò successo.